# Колокол (вулкан)
Колокол — діючий вулкан на острові Уруп Великої Курильської гряди. Входить до групи Колокола.
Утворився в післяльодовиковий час над цоколем з давніших лавових потоків. Назва Колокол відображає правильність конуса з вузькою платоподібною вершиною на місці зруйнованого кратера. На схилах зарості вільховника, кедрового стланика та курильського бамбука, частково трав. Біля підніжжя вулкані розташовані гарячі мінералізовані джерела.